# Chiesa di San Francesco al Prato
La chiesa di San Francesco al Prato è una chiesa sconsacrata risalente al XIII secolo, oggi adibita ad auditorio. Sorge a Perugia, nell'omonima piazza, accanto al rinascimentale oratorio di san Bernardino, facente parte del complesso monastico di San Francesco.
Ad unica navata, che conserva l'originaria struttura, è rimasta per anni scoperchiata per il crollo delle volte, a causa di movimenti franosi della collina: i monumenti e le cappelle sono andati perduti, la facciata policroma, invece, è stata ripristinata nel suo splendore nel 1926 dall'architetto Pietro Angelini.

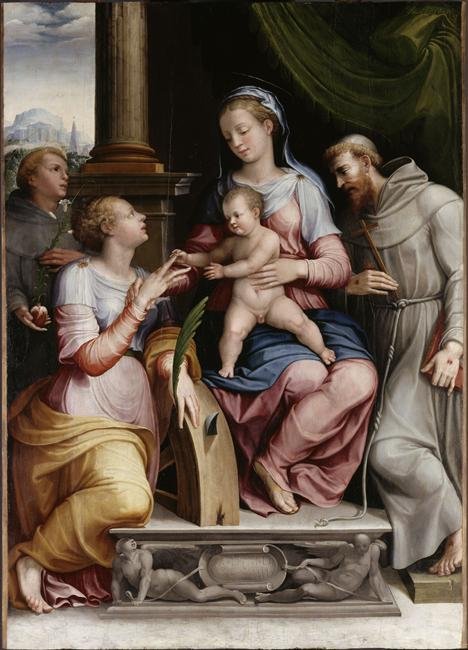
Matrimonio mistco di Santa Caterina, oggi al Louvre, in origine presso la Chiesa di San Francesco, a seguito delle spoliazioni napoleoniche

Negli anni trenta e sessanta del Novecento il tempio sconsacrato è stato internamente demolito: solo l'inizio del Duemila ha visto l'avvio di un radicale restauro che lo trasformerà in auditorium su progetto originario di Bruno Signorini. La chiesa, tra le prime in Italia costruite dopo la morte di san Francesco, ha avuto, nel corso dei secoli, una significativa rilevanza politico-sociale-artistica nelle vicende della città di Perugia. Nonostante i gravi pericoli strutturali, le grandi famiglie perugine la elessero a luogo privilegiato di sepoltura dei propri membri, unitamente a capitani, giuristi e letterati che avevano illustrato, con la loro attività, il centro umbro: questa decisione fu presa soprattutto dopo che vi fu tumulato il beato Egidio (1190-1262), il terzo "compagno" che seguì la regola del Santo di Assisi.

## Descrizione

L'interno con le volte scoperchiate

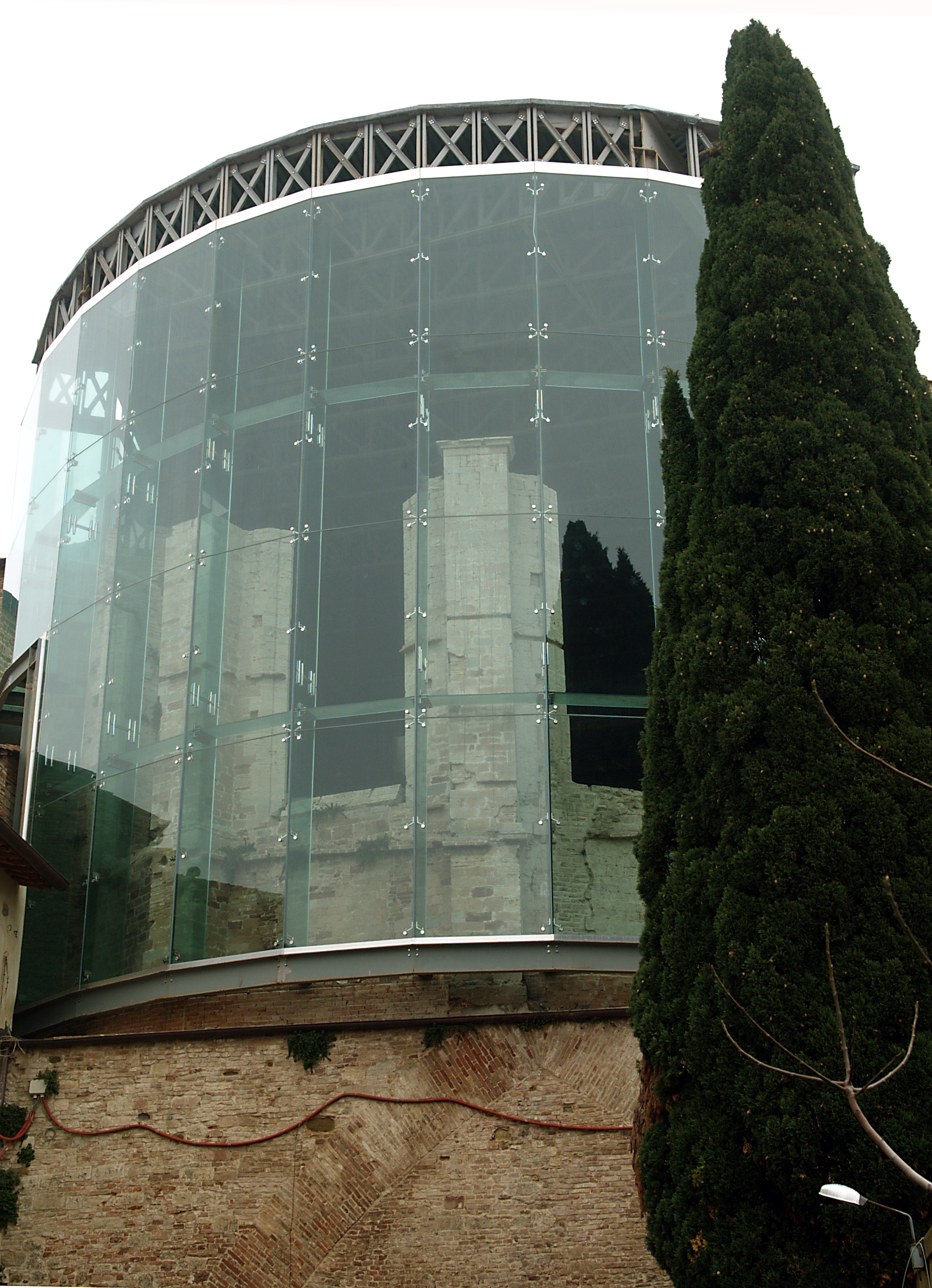
La nuova abside

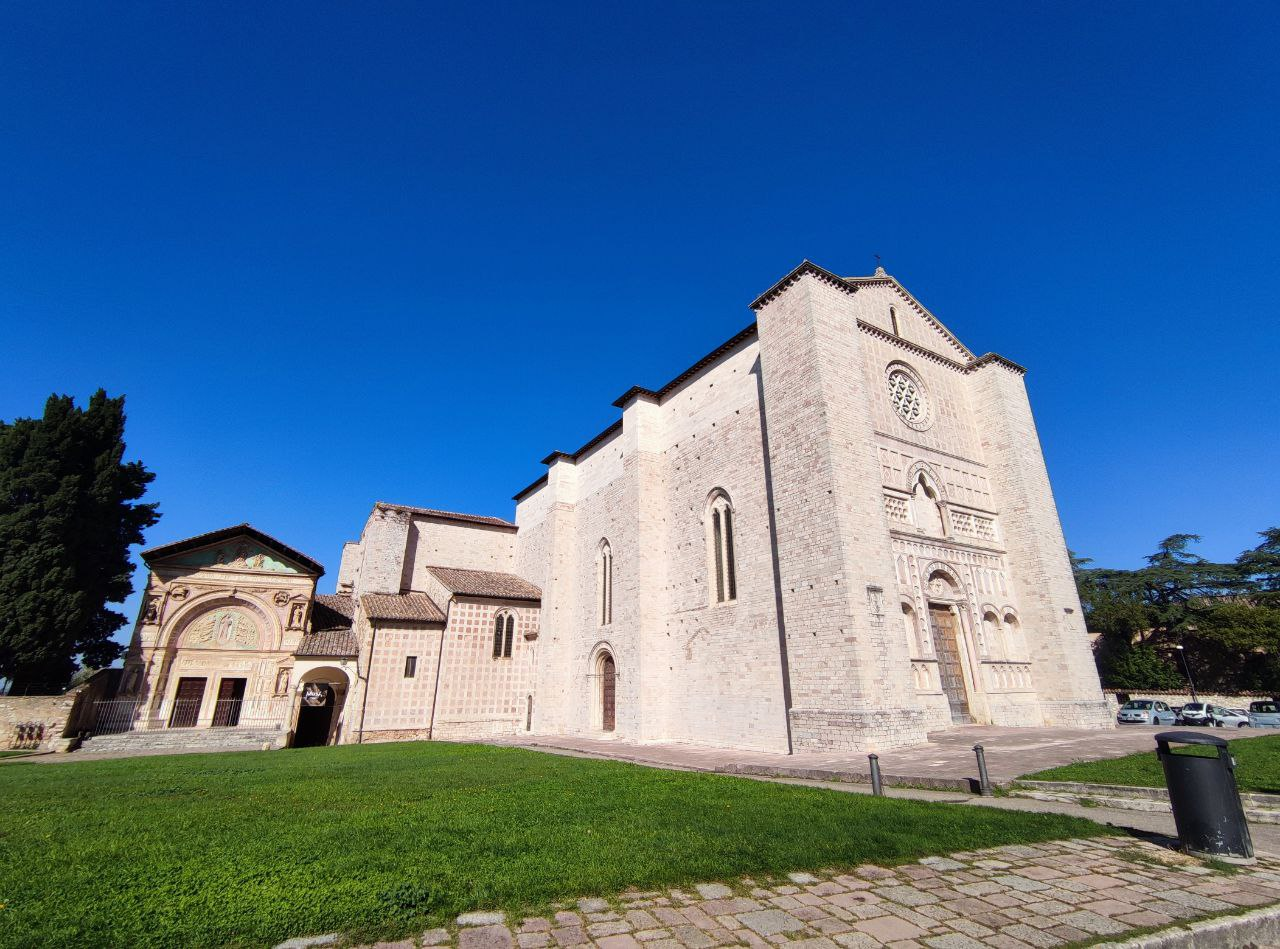
San Francesco al Prato insieme all'oratorio San Bernardino

L'area su cui sorge la chiesa e il complesso monastico, era chiamata "campo d'orto" nel rione di P. S. Susanna. Il luogo, come dice il nome, era dedicato all'agricoltura e nelle parti scoscese alla sepoltura. La sua costruzione risale alla metà del XIII sec. È stato il secondo insediamento dell'Ordine dei Minori, qui trasferiti intorno al 1256 dal convento di Pastina in porta S. Angelo (conosciuto oggi come S. Francesco delle Donne) per essere più vicini alla città e compiere più agevolmente le loro opere sociali in favore della povera "gens nova" inurbata recentemente nel borgo di P. Susanna. La struttura è stata anche sede dal XIV sec. di un importante "Studium Generale" dell'Ordine.

## Storia
Da testimonianze emerse in seguito agli ultimi lavori di scavi (iniziati nel 2001) finalizzati alla costruzione del nuovo auditorio, si è scoperto che la chiesa di S. Francesco al prato sorge sopra l'antica chiesa di S. Susanna documentata nei sec. XII e XIII. Le due chiese erano impostate una sopra all'altra come le due basiliche di S. Francesco in Assisi. Quella più antica di S. Susanna fungeva da ampia cripta; sotto, in corrispondenza dell'abside, era un antico sacello. Qui si suppone sia stato rinvenuto il sarcofago con le storie di Giona del 360 d.C. quello che attualmente funge da altare nell'oratorio di in S. Bernardino. Il sarcofago venne utilizzato dai Francescani per custodire le spoglie del Beato Egidio, compagno di S. Francesco e collocato nella cripta in funzione di altare. La cripta, come quella della basilica inferiore di San Francesco in Assisi, era meta di continui pellegrinaggi, tanto che, per scongiurare il furto delle spoglie, nella metà del XIV sec. fu chiusa e utilizzata come sepolcreto occultandone il passaggio. L'interno della cripta era ricco di opere d'arte, sia in affresco che su tavola che testimoniano la sua grande importanza che ebbe in passato. Alcune superstiti sono conservate nella Galleria Nazionale dell'Umbria e nell'attiguo Oratorio di San Bernardino.

### Originaria chiesa gotica
San Francesco al Prato è a pianta a croce latina, con un'unica navata, come tutte le chiese francescane riprende il modulo assisiate; è suddivisa in tre campate, originariamente con volte a crociera ad ogiva in laterizio, poggianti su pilastri con capitelli a cono rovesciato. Eleganti bifore si aprono sulle pareti laterali che si replicavano anche nell'abside pentagonale andata distrutta. La facciata policroma di gusto cosmatesco, fu ripristinata nel 1926 dall'architetto Pietro Angelini. È delimitata da due contrafforti laterali di stile romanico. Il campanile originario posto sul lato sinistro, era di forme cilindriche con torre campanaria poligonale con cuspide. L'interno della navata era ricoperto di affreschi (XIII-XIV) come la chiesa-madre di Assisi, lo confermano le tracce di colore segnalate negli anni venti del 1900. Un frammento di affresco color ambra (XIII- XIV) è rimasto ancora oggi, nella parte alta a sinistra della navata; fino al 2001 vi si riusciva decifrare un giglio che testimonia l'appartenenza al casato angioino del francescano S. Ludovico d'Angiò o di Tolosa. Il santo francescano che è anche uno dei patroni di Perugia, a lui era dedicata la cappella divenuta poi dei Baldeschi. Tuttora si conserva la statua di legno dipinta attribuita al senese Domenico di Nicolò dei Cori - XV sec. (posta attualmente in sicurezza)

### Dissesti e vari tentativi di ripristino
Più volte la chiesa nel corso dei secoli ha avuto problemi di staticità , ripetutamente si sono succeduti interventi di consolidazione, ristrutturazioni e drenaggio del sottosuolo. Le cause risalgono sia a movimenti franosi della zona, ricca di falde acquifere, sia a terremoti. Nel finire del XIV sec. si pensava di porre rimedio con le aggiunte dei corpi di fabbrica laterali per contenerne le spinte. Così sorsero le cappelle gentilizie: Baldeschi e degli Oddi dei Montesperelli e dei Michelotti; di queste rimangono le prime due addossate ai bracci del transetto: Baldeschi nel destro e d'Oddi nel sinistro. Vi si accedeva dalla navata attraverso degli archi ogivali contornati da decorazioni geometriche colorate con marmi e terrecotte invetriate di cui rimangono dei brani. Per lo stesso motivo nel 1465 fu addossata arbitrariamente alla facciata la cappella del Gonfalone, che custodiva il celebre Gonfalone del Bonfigli (1475) raffigurante la facciata di San Francesco al Prato con la veduta della città di Perugia. Attualmente collocato nell'Oratorio di San Bernardino.

### Ristrutturazione del XVIII secolo e degrado

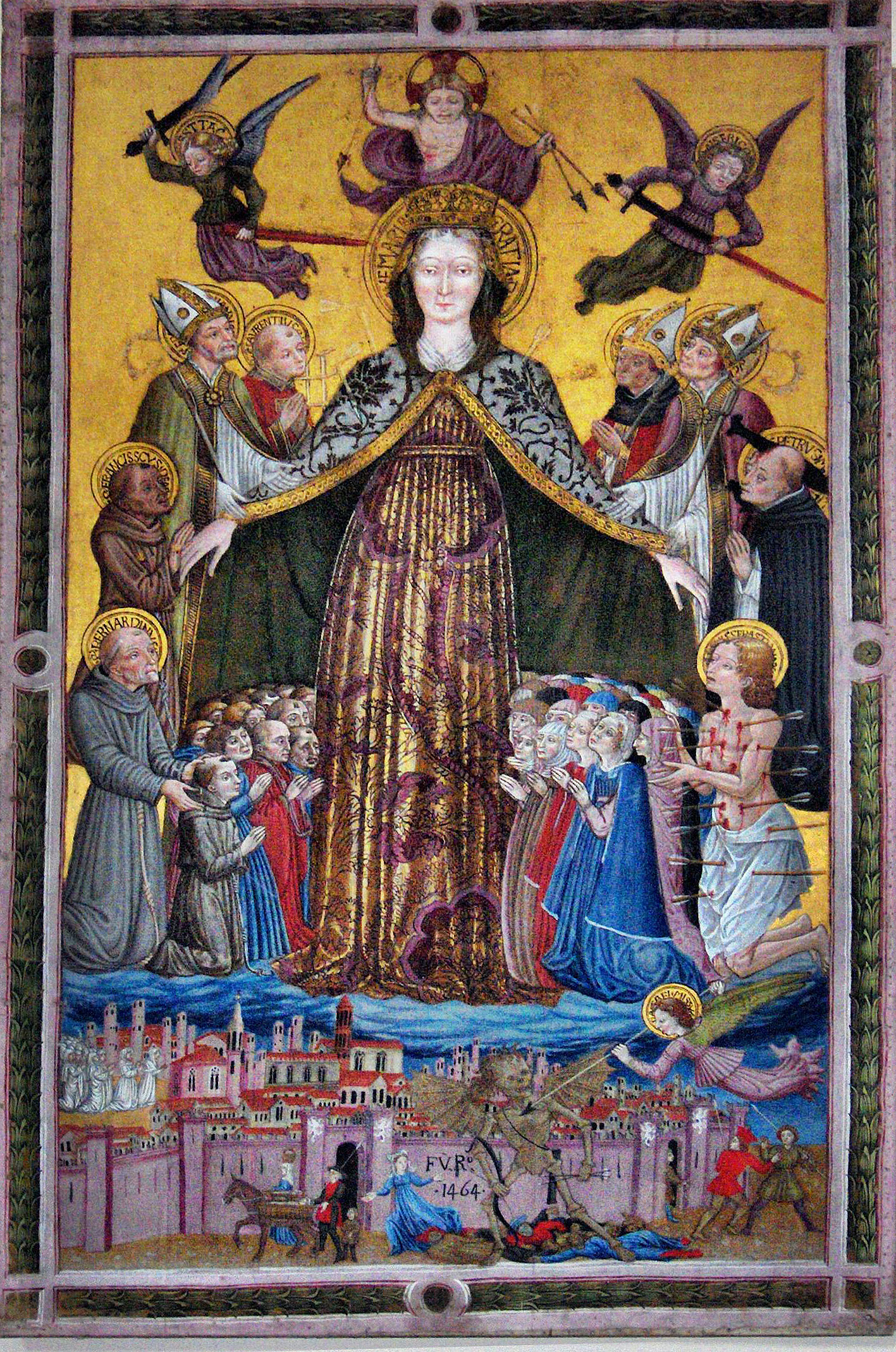
Gonfalone della peste, 1464, Benedetto Bonfigli, riposizionato nella Cappella degli Oddi nel 2024

I problemi statici si ripresentarono nuovamente, nel XVIII sec. per cui si rese necessario un nuovo intervento, che venne affidato all'architetto perugino Pietro Carattoli. Purtroppo egli fece dei radicali rifacimenti ed ammodernamenti che modificarono l'impianto originario anche contro il volere dei perugini stessi, mentre si sarebbe potuto restaurare senza alterarlo sostanzialmente. Il lavoro consistette nell'abbassamento delle pareti laterali e nel rivestimento interno, la cosiddetta "camicia", avente proprie fondamenta costruite con materiali di riempimento impiantate nella cripta sottostante. La nuova struttura concepita per consolidare quella originaria, invece risultò molto invasiva: occultò e danneggiò gli affreschi trecenteschi delle pareti e gli altari rinascimentali. Nel piano sottostante le fondamenta della "camicia" invasero lo spazio della cripta. Il campanile soggetto a continue vibrazioni, venne ritenuto concausa dei problemi statici, perciò fu costruito uno nuovo fuori della chiesa, nel lato destro (1748). La nuova chiesa, nel il suo interno, assunse lo stile tardo barocco come la vicina chiesa di San Filippo Neri. L'abside e i pennacchi della cupola furono affrescati da Francesco Appiani di Ancona tra il 1780-81, che andarono distrutti per la deplorevole incuria. Altre decorazioni pittoriche furono eseguite da Girolamo Perugini. Le decorazioni plastiche iniziate da Carlo Murena (1780-93) furono terminate da un gruppo di artisti di Lugano. L'operato di Carattoli se pur concepito nel tentativo disperato di salvare la struttura, appesantì il suolo accelerando il processo di cedimento. Alla fine del XIX anche a causa del passaggio al Demanio e dei vari cambi di destinazione d'uso, San Francesco al Prato, la chiesa per la quale il Comune di Perugia nel corso dei secoli aveva investito le maggiori risorse, era in completo degrado.
Rimase in stato di abbandono per moltissimi anni, ad ogni minaccia di crollo le amministrazioni che si sono succedute si limitarono ad inviare le squadre di operai per demolire le volte pericolanti, anche se come sosteneva Ottorino Guerrieri "si era già nell'era del cemento e sarebbe bastato qualche catena di ferro e delle colate di impasto liquido per rimetterla in sesto". La chiesa divenne così come San Galgano in Toscana, meta di artisti romantici, alla ricerca di emozioni davanti ai monumenti in rovina.

### Ripristino dell'impianto gotico e nuova destinazione d'uso
In occasione del VII centenario della morte di San Francesco (1926) fu posto il problema della rinascita del tempio, lo Stato riconobbe S. Francesco al Prato monumento nazionale ma accordò il sussidio per la sola facciata. Le amministrazioni locali avrebbero dovuto occuparsi delle altre opere.
Per il suo ripristino si scontravano due opzioni: mantenere la veste settecentesca o tornare alle origini. Il XX secolo, figlio del positivismo, aborriva il gusto tardo barocco, quindi prevalse la teoria del "Restauro stilistico", enunciata dal francese Eugène Viollet-le Duc (XIX) secondo la quale bisognava riportare l'edificio alla condizione originaria distruggendo tutti gli interventi di stili posteriori. Nonostante molti come O. Guerrieri fossero contrari alle demolizioni, ritenendole un nuovo arbitrio i lavori di ripristino iniziarono e furono affidati alla direzione del restauratore Pietro Angelini, si decise così di tornare al primitivo impianto gotico. Già dal 1918 fu demolito il portico settecentesco a ridosso dell'abside. Fu demolita la cappella del Gonfalone che occultava la bellissima facciata cosmatesca Dopo esami geologici la facciata fu ricostruita nel 1926 da P. Angelini esattamente come era all'origine, recuperando i materiali originali, seguendo come traccia il citato gonfalone del Bonfigli. Si completò anche il rivestimento del timpano che era rimasto nei secoli incompiuto. Nel 1921-28 fu restaurata la cappella d'Oddi da Ugo Tarchi; fu consolidata perché pericolante e fu dotata di ingresso dalla piazza, qui fu ricollocato per alcuni anni il Gonfalone del Benedetto Bonfiglie la cappella prese anche il nome del Gonfalone. Nel 1962 fu iniziata l'opera di "scamiciamento" della sovrastruttura carattoliana. Nel 1968 a seguito del crollo del tetto, le pareti laterali furono rialzate alla loro altezza originaria. Il tetto fu rifatto con capriate metalliche (sostituite poi con quelle attuali in legno durante l'ultimo restauro iniziato nel 2001). Nel 1971 è stata ristrutturata la Cappella Baldeschi nel braccio destro del transetto. La cappella si era salvata dalle demolizioni del XX sec. perché non aveva subito la ristrutturazione settecentesca. Qui furono collocate le spoglie del grande giurista Bartolo di Sassoferrato (1314-1357) poste in un sarcofago romano. Nel 1982 l'architetto perugino Bruno Signorini ha presentato il primo progetto per il nuovo l'Auditorio cittadino. A questo altri in corso di attuazione hanno succeduto. il progetto del nuovo auditorio di Signorini prevedeva la copertura vetrata dell'abside con il mantenimento della scenografia naturale data dal cielo nella stanza absidale. Gli eventi sismici del 1997 e le costruzioni edilizie nell'area adiacente, hanno inferto nuovi danni a tutto il complesso che l'hanno reso in parte inagibile. Nel 2001 sono ripresi quindi i lavori. La vetrata che secondo il progetto originario doveva coprire le parti a cielo aperto è stata realizzata solo nel catino absidale, mentre la copertura dell'abside e del transetto è stata completata con strutture metalliche. All'esterno vista dalla piazza si presenta con un aspetto omogeneo di una chiesa gotica, mentre l'interno appare un rudere consolidato con tracce strutturali o decorative delle varie epoche trascorse. Il ‘900 ha lasciato il cordolo di cemento lungo le pareti laterali dovute al rialzo del tetto, che lo ha riportato alla quota originaria gotica; per finire di questo secolo è la grande vetrata e la copertura metallica.
Nel 2024 viene riaperta la cappella degli Oddi a seguito di 5 anni di restauri. L'intervento ha riguardato la ricollocazione delle spoglie e dei manufatti ritrovati nella ex chiesa di San Francesco al Prato all'interno della Cappella degli Oddi. Durante i lavori di riqualificazione, si è deciso di sistemare definitivamente le spoglie di Braccio Fortebraccio e della famiglia della Corgna, oltre a ricollocare opere d'arte, anche in versione digitale, basandosi su documentazione storica e studi recenti.
Le azioni principali hanno riguardato il restauro dell'altare nella Cappella del Gonfalone e ricollocazione del Gonfalone della Madonna della Peste di Bonfigli. Il restauro del sarcofago di Bartolo di Sassoferrato nella ex Cappella Baldeschi. La ricollocazione del sarcofago di Braccio da Fortebraccio nella Cappella della Trinità. La creazione di un nuovo sarcofago per i resti della famiglia della Corgna e ricollocazione del busto di Ascanio della Corgna. La ricollocazione virtuale dell’Incoronazione della Vergine di Raffaello nella Cappella della Trinità tramite video proiezione E la realizzazione di un moderno sarcofago per le spoglie della famiglia della Corgna, con il busto restaurato di Ascanio sopra di esso.

### Opere ospitate
Come molte chiese fino al XVIII sec. è stata luogo di sepoltura, (per più di cento famiglie) per questo motivo è stata definita il "Pantheon" di Perugia. Oltre che da religiosi e uomini illustri era prescelta soprattutto dalle nobili famiglie, mentre i ricchi borghesi prediligevano la sepoltura in San Domenico. In cambio di lasciti testamentari ai frati minori le nobili famiglie fecero costruire splendidi monumenti e cappelle, facendo a gara ad adornarle con opere di grandi maestri.
Furono sepolti nel tempio francescano: Biordo Michelotti (1352-1398), signore di Perugia e capitano generale del comune di Firenze; Braccio da Montone (1368-1424), nobile e condottiero, i cui resti sono racchiusi ancora oggi in un artistico sarcofago salvato dalla distruzione; numerosi membri della famiglia Degli Oddi antagonisti dei Baglioni; Guido, Astorre e Gismondo Baglioni, assassinati nella congiura del 14 luglio 1500; Atalanta (committente della Deposizione Baglioni di Raffaello, fino al 1608 esposta nella cappella di famiglia, dedicata a san Matteo), Grifonetto e Adriano; il famoso Ascanio della Corgna (1514-1571), unitamente ad otto esponenti della sua stirpe, tra cui i marchesi di Castiglione del Lago Diomede e Ascanio II; l'insigne giurista Bartolo da Sassoferrato (1314-1357), docente nell'università di Perugia; il pittore Fiorenzo di Lorenzo (1440-1525), allievo di Niccolò Alunno; lo scrittore e segretario di corte Scipione Tolomei (1553-1630).
Nella chiesa vi erano venti altari e sette cappelle, tra cui quelle dei, Degli Oddi, Baldeschi, Montesperelli, di Sant'Andrea (della Corgna, a destra dell'altare maggiore), Baglioni, Paolotti, Armellini, del Gonfalone. Tra le altre, disponevano di un proprio altare e luogo di sepoltura le seguenti famiglie perugine: Agostini, Lancellotti, Ranieri, Baldelli, Bigazzini, Boncambi, Borgia, Crispolti, della Penna, della Staffa, Lambardi, Leoni, Michelotti, Montemelini, Tolomei e Vincioli.
I dissesti del XVIII secolo favorirono le tre spoliazioni napoleoniche svolte tra il 1797 e il 1812, un terzo delle opere requisite in Umbria provenivano da S. Francesco, ben 29 opere. Il successivo passaggio al Demanio avvenuto dopo l'unità d'Italia e le trafugazioni hanno completato l'opera di spoliazione.
Durante l'occupazione francese, diverse opere vennero portate in Francia come bottini delle spoliazioni napoleoniche. Secondo il catalogo pubblicato nel Bulletin de la Société de l'art français del 1936, vi erano conservati diversi capolavori che non fecero ritorno dopo il congresso di Vienna. ma che furono trattenuti nella Pinacoteca Vaticana. Tra di questi ricordiamo i più celebri: 
- la Resurrezione, Città del Vaticano, del Perugino esposta nello studio del Papa
- l'Incoronazione della Vergine Pala degli Oddi di Raffaello, ora nella Pinacoteca Vaticana,(1502) fu commissionata da Alessandra Baglioni sposata con Simone Degli Oddi (famiglia rivale ai Baglioni ma parente) per la cappella di famiglia. (Il Vasari per questa commissione fa riferimento a Maddalena Oddi, ma i documenti testimoniano il nome di Alessandra sorella di un'altra committente famosa: la Badessa Ilaria Baglioni che commissionò nello stesso periodo la Pala Colonna del Raffaello per il Monastero di S. Antonio)[5].
- Matrimonio mistico di santa Caterina d'Alessandria di Alfani, Orazio di Domenico, portato al Musee Napoleon e oggi al Louvre
- La Crocifissione, del Pinturicchio, portato al Musee Napoleon e oggi scomparso

Molte le opere d'arte ornavano San Francesco al Prato: 
- la menzionata Pala Baglioni (oggi nella Galleria Borghese), su commissione di Atalanta Baglioni per la tomba del giovane figlio Grifonetto Baglioni, assassinato dal cugino per vendetta nelle "nozze di sangue". Il tema della passione era consono non solo al sentimento della committente, ma anche agli affreschi preesistenti della cappella dedicata alla passione di Cristo, commissionati nel 1399 da Domina Lippa, per la cappella precedentemente appartenuta alla famiglia Michelotti.[5] Il dipinto del Raffaello fu trafugato su commissione del Cardinale Scipione Borghese.[5] Il Papa Paolo V; zio del Cardinale, come risarcimento mandò una copia eseguita a Roma dal Cavalier d'Arpino (XVII) . È per questo motivo che attualmente l'originale è nella Galleria Borghese a Roma, mentre la copia del Cavalier d'Arpino è nella Galleria cittadina. Con la demanializzazioni post unitaria molte altre opere furono musealizzate nella raccolta civica divenuta poi Galleria nazionale dell'Umbria e dispersi in altri musei:
- il celebre Crocefisso del Maestro di San Francesco (1272) ispirato al Cristus Patients di Giunta Pisano, Fiorenzo di Lorenzo e artisti raffaelleschi.[11]
- Affreschi attribuiti al "Maestro di S. Francesco al prato" (XIV°): la Dormitio Virginis e lo sposalizio di Maria e la Crocifissione e Santi. provenienti dalla cripta anch'essa ricchissima di opere. Negli anni venti e trenta sono stati asportati e musealizzati nella Galleria nazionale dell'Umbria
- Tre tavole con storie del Beato Egidio di Mariano d'Antonio[12] in Galleria nazionale dell'Umbria
- Il celebre paliotto a due facce del Maestro di San Francesco (1260) con il Compianto e la Deposizione. L'opera smembrata, si trova in parte nella Galleria Nazionale dell'Umbria, nel Museo del tesoro della basilica di San Francesco, nel Metropolitan Museum of Art e nella National Gallery of Art.[5]

## Ex convento
Il convento a seguito delle demanializzazioni, dall'inizio del '900, è sede dell'Accademia di belle arti Pietro Vannucci, fondata nel 1573 dal pittore perugino Orazio Alfani e dall'Architetto Bino Sozzi. La storica istituzione perugina è titolare di tre notevoli collezioni artistiche realizzate a scopo didattico, tra cui la Gipsoteca dell'Accademia di Belle Arti Pietro Vannucci, di cui un gigantesco Ercole Farnese ci accoglie all'ingresso del chiostro.
Il convento aveva due chiostri, (il primo all'ingresso progettato dal Carattoli fu demolito) Il chiostro centrale conserva alcune lunette con resti di affreschi di pittori umbri dei primi anni del XVII sec.
Nell'ampio corridoio di accesso pure forme geometriche colorate "Wall drawings" opera dell'artista contemporaneo statunitense Sol LeWitt, dialogano e si integrano con l'architettura monastica del XVII sec.
Una piccola parte del complesso e Oratorio di San Bernardino dal 1932 è tornata ad essere sede dei Minori Conventuali Francescani, che subito dopo il loro ritorno si sono adoperati per la rinascita del tempio.

## Galleria d'immagini

Rara foto dell'interno prima della demolizione
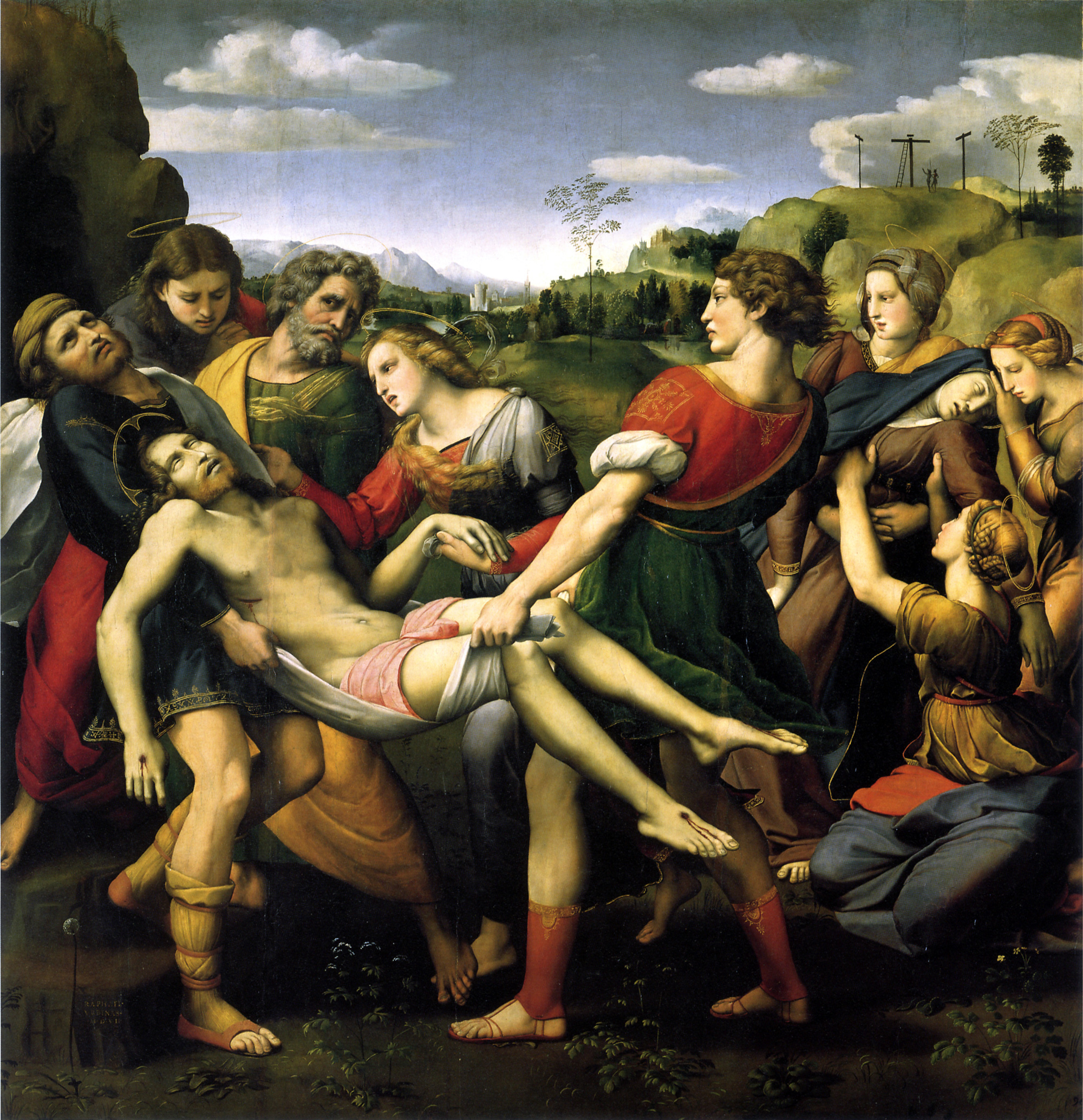
La Pala Baglioni (Raffaello)
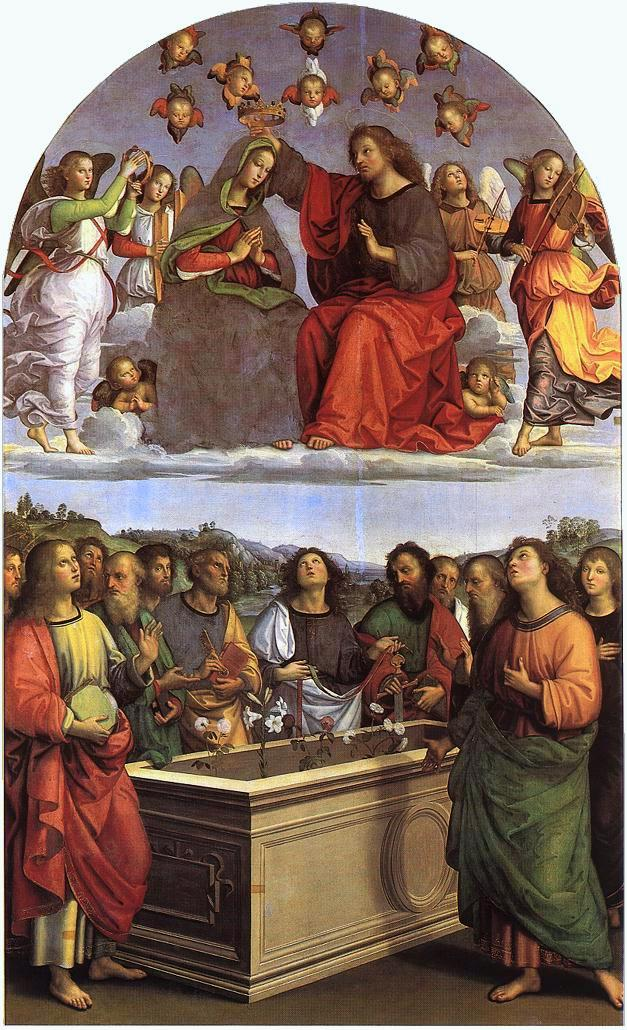
La Pala degli Oddi (Raffaello)
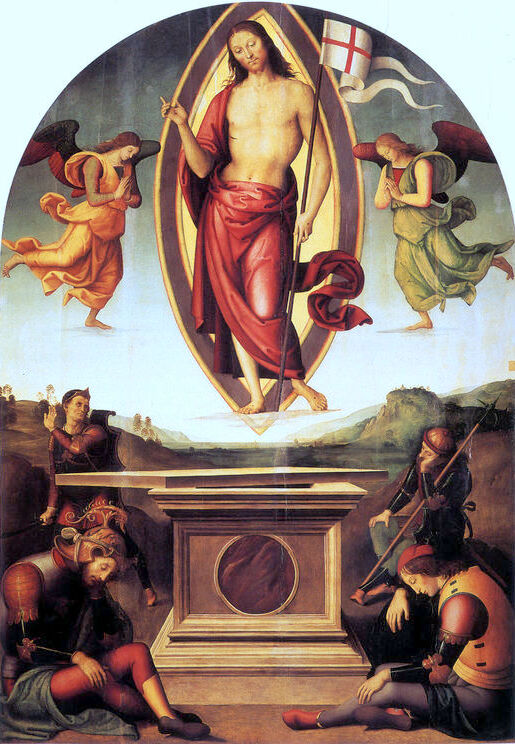
La Resurrezione del Perugino
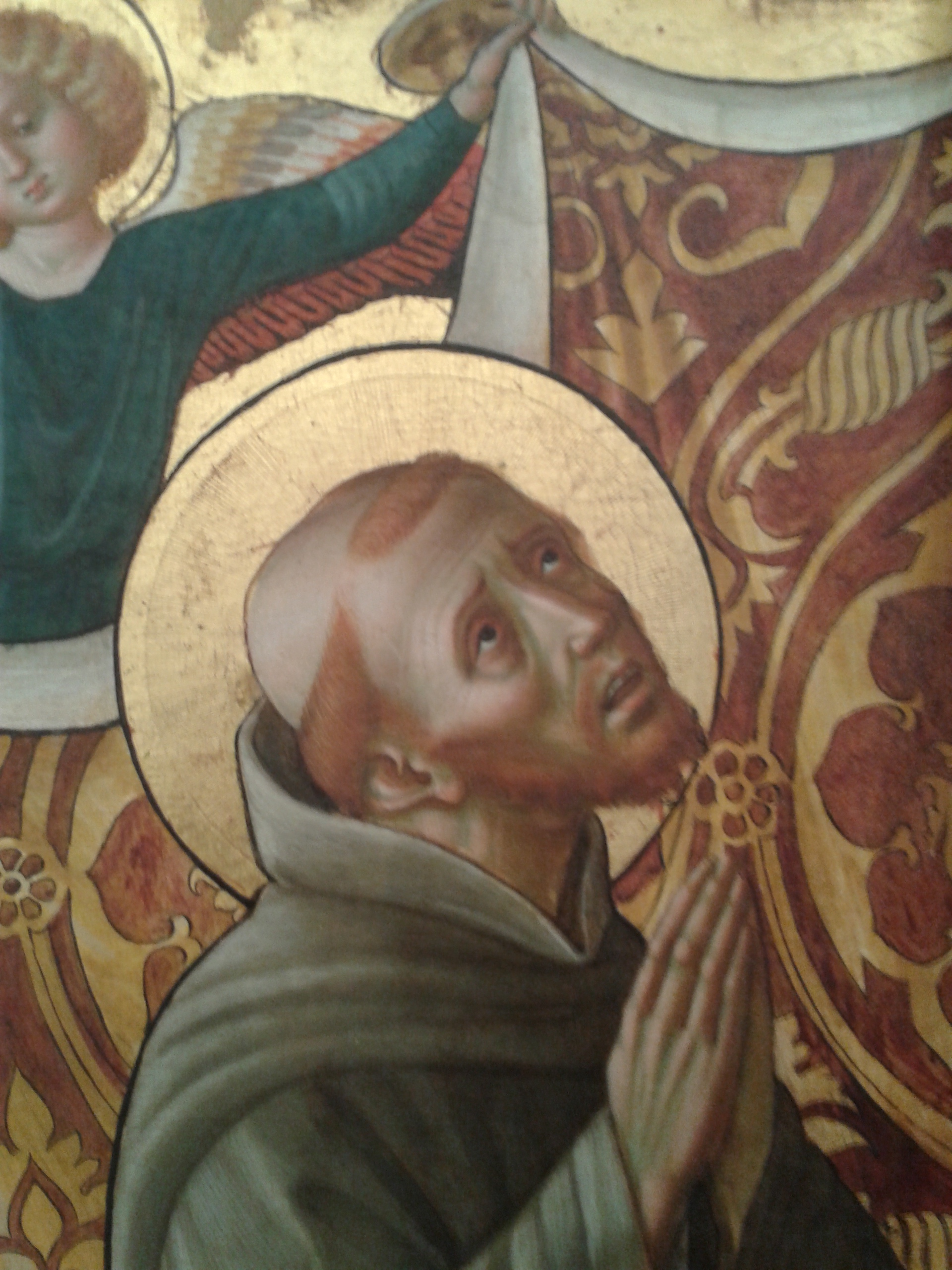
Il Beato Egidio
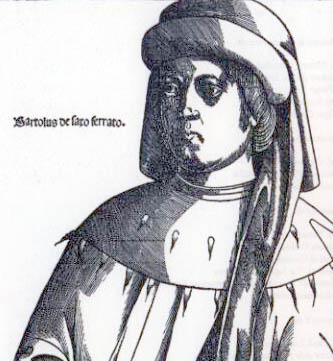
Il giurista Bartolo
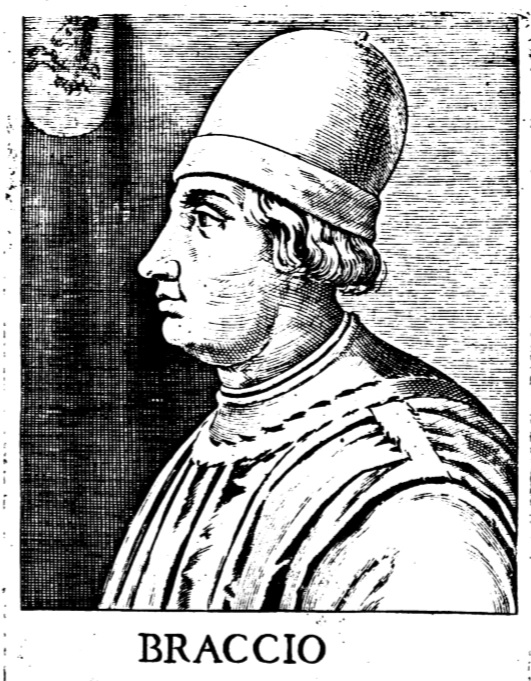
Braccio da Montone